# Static Impulse
Static Impulse è il quarto album in studio del cantautore canadese James LaBrie, pubblicato il 27 settembre 2010 dalla Inside Out Music.

## Descrizione
Pubblicato a distanza di cinque anni da Elements of Persuasion, Static Impulse è stato anticipato dal brano One More Time, reso disponibile per l'ascolto a partire dal 27 luglio 2010. È inoltre il primo album registrato con Peter Wildoer dei Darkane, il quale ha curato le parti di batteria e della voce death.

## Tracce
1. One More Time – 4:16
2. Jekyll or Hyde – 3:46
3. Mislead – 4:18
4. Euphoric – 5:09
5. Over the Edge – 4:20
6. I Need You – 4:11
7. Who You Think I Am – 3:57
8. I Tried – 3:58
9. Just Watch Me – 4:18
10. This Is War – 4:30
11. Superstar – 3:32
12. Coming Home – 4:29

Tracce bonus nell'edizione limitata
1. Jekyll or Hide (Demo) – 3:48
2. Coming Home (Alternate Mix) – 4:23

## Formazione
Musicisti
- James LaBrie – voce
- Marco Sfogli – chitarra; basso e programmazione (traccia 13)
- Ray Riendeau – basso
- Matt Guillory – tastiera, cori; voce, scream e programmazione (traccia 13)
- Peter Wildoer – batteria, scream

Produzione
- Jens Borgen – missaggio, mastering

## Classifiche
| Classifica (2010) | Posizione massima |
| ----------------- | ----------------- |
| Paesi Bassi       | 96                |

## Date di pubblicazione
| Paese        | Data              | Formati               |
| ------------ | ----------------- | --------------------- |
| Austria      | 24 settembre 2010 | CD, download digitale |
| Germania     | 24 settembre 2010 | CD, download digitale |
| Svizzera     | 24 settembre 2010 | CD, download digitale |
| Europa       | 27 settembre 2010 | CD, download digitale |
| Nord America | 28 settembre 2010 | CD, download digitale |
| Mondo        | 26 luglio 2013    | LP+CD                 |